# Andrzej Gogolewski
Andrzej Gogolewski (ur. 1954) – polski informatyk, menedżer i urzędnik państwowy, w 1997 podsekretarz stanu w Ministerstwie Spraw Wewnętrznych i Administracji.

## Życiorys
W 1981 ukończył studia informatyczne na Politechnice Warszawskiej. Zatrudniony na stanowiskach zarządzających w przedsiębiorstwach informatycznych, m.in. wdrażając projekty dotyczące danych i bezpieczeństwa w Pekao S.A. i Zakładzie Ubezpieczeń Społecznych. Później pracował jako dyrektor sprzedaży w spółce Olivetti Polska. W latach 1994–1997 był głównym projektantem projektu ALSO (komputeryzacji urzędów pracy i pomocy społecznej). Od 28 marca do 5 listopada 1997 sprawował funkcję podsekretarza stanu w Ministerstwie Spraw Wewnętrznych i Administracji, odpowiedzialnego za informatyzację administracji, ochronę danych osobowych i modernizację systemu PESEL. Później rozpoczął pracę w koncernie Siemens-Nixdorf, prowadził też przedsiębiorstwo informatyczne.